# Јован Новаковић
Јован Новаковић (?, око 1874 – Београд, 16. мај 1944) био је српски архитекта чији је рад обележио почетак 20. века. Припадао је групи градитеља који су се залагали за српски национални стил у архитектури, познат и под називом српско-византијски стил (модерни).

## Биографија
Још увек нема довољно података да би прецизно могао да се реконструише живот и развојни пут Јована Новаковића. Сматра се да је рођен око 1874. године али се не зна где, као и да је архитектуру студирао у Митвајду у Немачкој. Познато је да је почетком 20. века имао свој приватни биро за пројектовање и извођење грађевинских радова, а одмах након Првог светског рата, у коме је учествовао и постао резервни пешадијски капетан II класе, био је управник Одбора за обнову Београда. Нашао се на списку београдских овлашћених инжењера из 1940. године. Умро је у Београду 16. маја 1944. године.

## Стил
Идеја да се пронађе један аутентичан национални стил градње потекла је већ од друге половине 19. века под утицајем романтизма и историзма, што је била тенденција и у другим европским уметничким круговима. Српски национални стил је тада започео свој развој који је трајао читав један век. Његова рана фаза почела је средином и трајала је до осме деценије 19. века, зрела фаза од осамдесетих година 19. века до избијања Првог светског рата, док је позна фаза трајала у периоду између два светска рата. Српски национални стил био је заступљен у сакралној и профаној архитектури, а одликовао се евокацијом српске средњовековне архитектуре, посебно српско-византијског (13. и 14. век) и моравског стила (14. и 15. век) и фолклорним мотивима. У односу на конкретне узоре, српски национални стил се може дефинисати и као неоморавски или неовизантијски стил.
Новаковићев опус претежно карактеришу неоморавска архитектонска здања са једним изузетком у стилу сецесије (Кућа Милутина Лазаревића). Главна обележја његове архитектуре су академистичка структура грађевине са декоративном фасадом, еркер, мотив шаховског поља, плитки рељефи са преплетима трака, геометријски, флорални и фолклорни мотиви, полихромија, слепе аркаде, колонете, лунете изнад прозора.

## Значајна архитектонска дела
Највећи број грађевина Новаковић је подигао у Београду. Познато је шест београдских објеката од којих су данас само четири сачувана, док је ван Београда пројектовао Учитељску школу (Педагошку академију) и општинску кућу у Неготину, среску кућу у једном месту Нишког округа и цркву у Глушцима.

### Кућа Михаила Ђурића
Најрепрезентативније Новаковићево здање је кућа Михаила Ђурића у Београду на углу улица Краља Петра и Господар Јевремове 13, саграђено око 1910. године. Упечатљиво угаоно кубе са куполом са лантерном и централним делом са балконима доминирали су на грађевини чија бочна крила излазе на две улице. Купола са лантерном данас не постоји, а цела грађевина је у стању које захтева рестаурацију. Кућа Михаила Ђурића представља културно добро, споменик културе града Београда.

### Кућа Живојина Бабића
Док кућа Михаила Ђурића поред српских средњовековних мотива, поседује и примесе романике и готике, кућа Живојина Бабића са неоморавским мотивима представља Новаковићев најуспелији пример архитектуре националног стила једног приватног објекта. На средишњем делу фасаде окренуте ка улици Кнеза Милоша доминира еркер, а декоративни прозори у виду бифора и мотиви шаховског поља заузимају бочне делове приземља и првог спрата. Кућа је такође саграђена око 1910. године и налази се у улици Кнеза Милоша 54 у Београду.

### Остали објекти
- Кућа Драгана Миловановића, Страхињића Бана 50, Београд (око 1910)
- Вила Жике Богдановића, Шекспирова 17, Београд (око 1910)
- Кућа Милутина Лазаревића, Кумановска 11 (1912, срушена око 1965)
- Кућа Константинке Ћурчић, угао Дубровачке и Скендербегове 11, Београд (1914, срушена)
- Зграда Томаша Јежа 11, Београд ( 1938 )